# Бањол (Родан)
Бањол (фр. Bagnols) насеље је и општина у источној Француској у региону Рона-Алпи, у департману Рона која припада префектури Вилфранш сир Саон.
По подацима из 2011. године у општини је живело 675 становника, а густина насељености је износила 91,84 становника/km². Општина се простире на површини од 7,35 km². Налази се на средњој надморској висини од 430 метара (максималној 441 m, а минималној 240 m).

## Демографија
| 1962. | 1968. | 1975. | 1982. | 1990. | 1999. | 2011. |
| ----- | ----- | ----- | ----- | ----- | ----- | ----- |
| 335   | 369   | 438   | 603   | 636   | 701   | 675   |

График промене броја становника у току последњих година